# Colwick
Colwick – wieś w Anglii, w hrabstwie Nottinghamshire, w dystrykcie Gedling. Leży 4 km na południowy wschód od miasta Nottingham i 172 km na północ od Londynu.